# Żalnik
Żalnik – miejsce pochówku urn z prochami zmarłych; także funkcjonująca nazwa takiej urny (popielnicy). 
Określenie żalnik pochodzi od słowa żal i określa miejsce pochówku urn z prochami zmarłych. Dotyczy ono cmentarza dla urn z okresu przedchrześcijańskiego.